# Astroblepus eigenmanni
Astroblepus eigenmanni är en fiskart som först beskrevs av Regan, 1904.  Astroblepus eigenmanni ingår i släktet Astroblepus och familjen Astroblepidae. Inga underarter finns listade.